# Мильштейн, Михаил Абрамович
Михаил Абрамович Мильштейн (1910—1992) — советский военный разведчик и историк-американист, генерал-лейтенант (1966); кандидат военных наук, доктор исторических наук,  профессор.

## Биография
Родился 15 сентября 1910 года в городе Ачинск Енисейской губернии в ремесленной еврейской семье, отец был скорняком.
В 1927 году окончил неполную среднюю школу, в 1930 году — педагогический техникум им. Профинтерна в Москве. В 1941 году окончил Высшую специальную школу Генштаба Красной Армии, а в 1948 году — Высшую военную академию им. К. Е. Ворошилова.
Член ВКП(б) с 1931 года. В 1930—1932 годах был руководителем группы контроля и исполнения ЦК профсоюза работников просвещения. С 1932 года служил в РККА. В 1932—1933 годах — рядовой первого полка связи Московского военного округа, затем, пройдя подготовку, был командиром взвода. С 1933 года находился в распоряжении Разведывательного управления штаба РККА. В 1933—1934 годах Мильштейн — сотрудник 1-го (шифровального) сектора, в 1934—1936 годах — сотрудник резидентуры РУ РККА в США и секретарь генконсульства СССР в Нью-Йорке (работал под фамилией Мильский), в 1936—1938 годах — легальный резидент РУ РККА. Затем до 1941 года работал на различных должностях в РУ Генштаба Красной армии.
Участник Великой Отечественной войны, служил в разведывательных отделах штабов Западного и Резервного фронтов (1941—1942), затем был заместителем начальника 1-го управления ГРУ (1942—1946). 
После войны находился на педагогической работе, был старшим преподавателем кафедры вооруженных сил иностранных государств Военной академии Генштаба (1948—1953), начальником кафедры разведки и вооруженных сил иностранных государств (1953—1972) в этой же академии. Генерал-майор с 8 августа 1955 года, генерал-лейтенант с 7 мая 1966 года.
С января 1972 года Михаил Абрамович находился в отставке. Работал главным научным сотрудником, начальником отдела военно-политических исследований Института США и Канады Академии наук СССР и РАН до своей смерти. Был сотрудником аппарата советской делегации Пагуошского движения ученых и Дартмутских встреч ученых США и СССР. Эксперт Комиссии Пальме. Автор мемуаров «Сквозь годы войн и нищеты» и других книг.
Жил в Москве на улице Кутузовская Слобода, 27/35; на Плющихе, 13; на улице Дмитрия Ульянова, 24/1; на улице Георгиу-Дежа, 3 и в Большом Афанасьевском переулке, 5. Умер 19 августа 1992 года в Москве. Похоронен на 4-м участке Ваганьковского кладбища.

## Семья
Брат — Ефим Абрамович Мильштейн (1902, Ачинск — 1989, Ленинград), советский этнограф, историк, библиограф, педагог.

## Награды
- Награждён орденом Ленина, двумя орденами Красного Знамени, двумя орденами Красной Звезды, орденами Отечественной войны 1 и 2 степеней, а также медалями[6].

## Сочинения
- Почётная служба. — М., 1948
- Заговор против Гитлера (20 июля 1944 года). — М., 1962
- США: Военно-стратегические концепции. — М., 1980 (в соавт.)
- Системы противоракетной обороны и Договор о ПРО. — М., 1981
- Современные военные доктрины. — М., 1981
- Сквозь годы войн и нищеты: Воспоминания военного разведчика. — М., 2000
- Мильштейн М.А. По крутой лестнице. Мемуары военного разведчика. Повесть и рассказы. Воспоминания друзей и коллег.. — М.: Весь Мир, 2018. — 368 с. — ISBN 978-5-7777-0691-1.
- соавтор книг: «Военные идеологи капиталистических стран о характере и способах ведения современной войны» (1957); «Военные направления в развитии вооруженных сил США» (1958); «О буржуазной военной науке» (1961); «О военной доктрине США» (1963).